# Чумак Юрій Олександрович
Ю́рій Олекса́ндрович Чума́к (нар. 8 квітня 1962 року) — колишній український футболіст, працює у структурі кременчуцького «Кременя».

## Кар'єра

### Кар'єра футболіста
Юрій Чумак починав грати в криворізькому «Кривбасі» в 1987 році. У 2000 році футболіст перейшов до іванофранківського «Прикарпаття», де пограв лише рік. У 1991 році став грати за російський «Ростселмаш». У 1993 році Чумак почав грати за кременчуцький «Кремінь». Після цього були більш короткі терміни в тернопільській «Ниві», «Спартаку», оренда в «Чорногорі» та комсомольському «Гірнику-спорт».

### Кар'єра тренера
Тренувати Юрій Чумак почав, ще граючи за «Гірник-спорт», пізніше був асистентом головного тренера в харківському «Арсеналі» і кременчуцькому «Креміні». У 2008 році став головним тренером «Кременя».

## Статистика
| Клуб             | Сезон   | Чемпіонат | Чемпіонат | Кубок | Кубок | Всього | Всього |
| Клуб             | Сезон   | Появи     | Голи      | Появи | Голи  | Появи  | Голи   |
| ---------------- | ------- | --------- | --------- | ----- | ----- | ------ | ------ |
| «Кривбас»        | 1988    | 48        | 0         | 0     | 0     | 48     | 0      |
| «Кривбас»        | 1989    | 51        | 0         | 0     | 0     | 51     | 0      |
| «Кривбас»        | Всього  | 99        | 0         | 0     | 0     | 99     | 0      |
| «Спартак»        | 1990    | 30        | 0         | 0     | 0     | 30     | 0      |
| «Спартак»        | Всього  | 30        | 0         | 0     | 0     | 30     | 0      |
| «Ростсільмаш»    | 1991    | 4         | 0         | 0     | 0     | 4      | 0      |
| «Ростсільмаш»    | Всього  | 4         | 0         | 0     | 0     | 4      | 0      |
| «Ростсільмаш-Д»  | 1992    | 1         | 0         | 0     | 0     | 1      | 0      |
| «Ростсільмаш-Д»  | Всього  | 1         | 0         | 0     | 0     | 1      | 0      |
| «Кремінь»        | 1992-93 | 1         | 0         | 0     | 0     | 1      | 0      |
| «Кремінь»        | 1993-94 | 21        | 0         | 5     | 0     | 26     | 0      |
| «Кремінь»        | 1994-95 | 22        | 0         | 0     | 0     | 22     | 0      |
| «Кремінь»        | 1995-96 | 25        | 0         | 3     | 0     | 28     | 0      |
| «Кремінь»        | 1996-97 | 18        | 0         | 2     | 0     | 20     | 0      |
| «Кремінь»        | Всього  | 87        | 0         | 10    | 0     | 97     | 0      |
| «Нива» Т         | 1997-98 | 11        | 0         | 4     | 0     | 15     | 0      |
| «Нива» Т         | 1998-99 | 23        | 0         | 0     | 0     | 23     | 0      |
| «Нива» Т         | Всього  | 34        | 0         | 4     | 0     | 38     | 0      |
| «Спартак»        | 1999-00 | 12        | 0         | 1     | 0     | 13     | 0      |
| «Спартак»        | Всього  | 12        | 0         | 1     | 0     | 13     | 0      |
| «Чорногора-Ніка» | 1999-00 | 2         | 0         | 0     | 0     | 2      | 0      |
| «Чорногора-Ніка» | Всього  | 2         | 0         | 0     | 0     | 2      | 0      |
| «Гірник-спорт»   | 2000-01 | 24        | 0         | 0     | 0     | 24     | 0      |
| «Гірник-спорт»   | 2001-02 | 6         | 0         | 2     | 0     | 5      | 0      |
| «Гірник-спорт»   | 2002-03 | 5         | 0         | 0     | 0     | 5      | 0      |
| «Гірник-спорт»   | 2003-04 | 0         | 0         | 0     | 0     | 0      | 0      |
| «Гірник-спорт»   | 2004-05 | 9         | 0         | 1     | 0     | 10     | 0      |
| «Гірник-спорт»   | Всього  | 44        | 0         | 3     | 0     | 47     | 0      |
| Кар'єра          | Всього  | 313       | 0         | 18    | 0     | 331    | 0      |